# Zlatko Zahovič
Zlatko Zahovič est un footballeur international slovène d'origine serbe né le 1er février 1971 à Maribor en Yougoslavie (auj. en Slovénie). 
Il est directeur sportif du NK Maribor entre 2007 et 2020

## Biographie
Cet attaquant, souvent utilisé comme milieu offensif, 

### Partizan Belgrade (1991-1993)
Il commence véritablement sa carrière au Partizan Belgrade entre les saisons 1989-90 et 1992-93. Il joue peu et sera prêté au club du Proleter Zrenjanin (un club de football Serbe) entre 1990 et 1993.

### Victoria Guimaraes (1993-1996)
Il sera repéré par le club portugais de Vitoria Guimarães où il reste trois saisons en tant que titulaire indiscutable.

### FC Porto (1996-1999)
Ses qualités et ses performances attirent le grand FC Porto qui l'engage également 3 saisons de 1996 à 1999. C'est alors un titulaire indiscutable.

### Olympiakos (1999-2000)
Mais il ne peut résister à l'offre de l'Olympiakos, club du Pirée, en Grèce. Ce club, le plus grand de Grèce avec le Panathinaïkos et l'AEK Athènes le fait jouer mais malgré quelques blessures, il joue 20 matches pour un total de 9 buts.

### CF Valence (2000-2001)
Pour Zahovič, rien de mieux pour changer d'air que de bonnes performances. Le Valence CF, en Espagne, le recrute. Son apport à l'équipe demeure médiocre, malgré une finale de Ligue des Champions.

### SL Benfica (2001-2005)

Logo du club du SL Benfica (2001-2005)

Il quitte alors Valence dès sa première saison, et signe au Benfica Lisbonne où il a joué de juillet 2001 à 2005. Il y fera sa grande carrière dans une équipe composée de grands joueurs tels que Nuno Gomes, Luisao, Tiago, Petit… Il sera sacré champion du Portugal. Il prend ensuite sa retraite en club et en équipe nationale.

### Slovénie
Il est le meilleur buteur de l'histoire de son pays avec 35 buts en 63 sélections avec son pays natal. Zlatko Zahovič est considéré le meilleur footballeur slovène de tous les temps.
Avec son pays, il dispute l'Euro 2000 dans lequel il marque par trois fois au premier tour : un doublé face à la Yougoslavie puis un but face à l'Espagne. Il participe ensuite à la Coupe du monde 2002 où les slovènes sortiront dès le premier tour, après une altercation dès le premier match avec son sélectionneur il seras exclu du mondial. 

### En club
- Champion de la RF Yougoslavie en 1993 avec le Partizan Belgrade
- Champion du Portugal en 1997, en 1998, en 1999 avec le FC Porto et en 2005 avec le Benfica Lisbonne
- Champion de Grèce en 2000 avec l'Olympiakos
- Vainqueur de la Coupe de Yougoslavie en 1992 avec le Partizan Belgrade
- Vainqueur de la Coupe du Portugal en 1998 avec le FC Porto et en 2004 avec le Benfica Lisbonne
- Vainqueur de la Supercoupe du Portugal en 1996, en 1998 et en 1999 avec le FC Porto
- Finaliste de la Ligue des Champions en 2001 avec le Valence CF
- Finaliste de la Supercoupe du Portugal en 2004 avec le Benfica Lisbonne

### Équipe de Slovénie
- 80 sélections et 35 buts entre 1992 et 2004
- Participation au Championnat d'Europe des Nations en 2000 (Premier Tour)
- Participation à la Coupe du Monde en 2002 (Premier Tour)